# Бернард Беріша
Бернард Беріша (алб. Bernard Berisha, нар. 24 жовтня 1991, Печ) — косовський та албанський футболіст, що грає на позиції лівого півзахисника. Виступає в махачкалинському «Анжі» та національній збірній Косова.

## Кар'єра
Почав кар'єру в клубі «Беса (Пеже)», де провів два сезони. Також відіграв два сезони в складі албанського клубу «Беса». 27 травня 2014 року підписав однорічний контракт зі «Скендербеу». Дебютував в матчі кваліфікаційного раунду Ліги чемпіонів 2014/15 проти білоруського БАТЕ - вийшов на поле в стартовому складі і був замінений на 60-й хвилині матчу. Матч був завершився з рахунком 1:1, БАТЕ пройшов далі завдяки правилу виїзного гола. У своїй наступній грі в складі клубу Беріша виграв Суперкубок Албанії, перемігши «Фламуртарі» з рахунком 1:0.
23 серпня 2014 дебютував у Албанській Суперлізі, відігравши повний матч проти «Ельбасані» на стадіоні «Кемаль Стафа». Пізніше, у жовтні, дебютував у Кубку Албанії в матчі проти «Хімари». Зіграв у обох зустрічах і забив по одному голу в кожному. «Скендербеу» пройшов далі, перемігши з сумарним рахунком 20:1.
В кінці сезону 2014/15 років продовжив контракт зі «Скендербеу» до 2017 року.
У січні 2016 року підписав контракт з махачкалинський «Анжі» на 3,5 роки. Оскільки Росія не визнає незалежності Косова, то на офіційному сайті російської Прем'єр-ліги він зареєстрований як громадянин Албанії. Але на офіційному сайті ФК «Анжі» Бернард Беріша вказаний як гравець національної збірної Косова. Свого часу інтерес до Беріші також виявляв й московський «Локомотив».

## Досягнення
- Албанська Суперліга
  -  Чемпіон (1): 2014/15

- Суперкубок Албанії
  -  Володар (1): 2014

## Статистика
Станом на 15 липня 2015 року
| Сезон             | Клуб              | Чемпіонат         | Ліга  | Ліга | Кубок ліги | Кубок ліги | Єврокубки | Єврокубки | Загалом | Загалом |
| Сезон             | Клуб              | Чемпіонат         | Матчі | Голи | Матчі      | Голи       | Матчі     | Голи      | Матчі   | Голи    |
| ----------------- | ----------------- | ----------------- | ----- | ---- | ---------- | ---------- | --------- | --------- | ------- | ------- |
| 2010/11           | Беса (Пеже)       | Суперліга Косова  |       |      |            |            | —         | —         |         |         |
| 2011/12           | Беса (Пеже)       | Суперліга Косова  |       |      |            |            | —         | —         |         |         |
| Загалом           | Загалом           | Загалом           | 44    | 10   | ?          | ?          | —         | —         | 44      | 10      |
| 2012/13           | Беса              | Суперліга Албанії | 21    | 3    | 2          | 0          | —         | —         | 24      | 3       |
| 2013/14           | Беса              | Суперліга Албанії | 28    | 3    | 1          | 1          | —         | —         | 29      | 4       |
| Загалом           | Загалом           | Загалом           | 59    | 6    | 3          | 1          | 0         | 0         | 66      | 7       |
| 2014/15           | Скендербеу        | Суперліга Албанії | 32    | 4    | 8          | 3          | 1         | 0         | 41      | 7       |
| 2015/16           | Скендербеу        | Суперліга Албанії | 0     | 0    | 0          | 0          | 1         | 1         | 1       | 1       |
| Загалом           | Загалом           | Загалом           | 32    | 4    | 8          | 3          | 2         | 1         | 42      | 8       |
| Усього за кар'єру | Усього за кар'єру | Усього за кар'єру | 135   | 20   | 11         | 4          | 1         | 0         | 148     | 25      |

### У збірній
| Матчі і голи Бернарда Беріши за збірну Косова | Матчі і голи Бернарда Беріши за збірну Косова | Матчі і голи Бернарда Беріши за збірну Косова    | Матчі і голи Бернарда Беріши за збірну Косова | Матчі і голи Бернарда Беріши за збірну Косова | Матчі і голи Бернарда Беріши за збірну Косова | Матчі і голи Бернарда Беріши за збірну Косова |
| №                                             | Дата                                          | Місце проведення                                 | Суперник                                      | Рахунок                                       | Голи                                          | Змагання                                      |
| --------------------------------------------- | --------------------------------------------- | ------------------------------------------------ | --------------------------------------------- | --------------------------------------------- | --------------------------------------------- | --------------------------------------------- |
| 1                                             | 10 жовтня 2015                                | Міський стадіон, Приштина                        | Екваторіальна Гвінея                          | 2:0                                           | —                                             | Товариський матч                              |
| 2                                             | 13 листопада 2015                             | Міський стадіон, Приштина                        | Албанія                                       | 2:2                                           | —                                             | Товариський матч                              |
| 3                                             | 3 червня 2016                                 | Фольксбанк Штадіон Франкфурт, Франкфурт-на-Майні | Фарери                                        | 2:0                                           | —                                             | Товариський матч                              |
| 4                                             | 5 вересня 2016                                | Верітас, Турку                                   | Фінляндія                                     | 1:1                                           | —                                             | Кваліфікація ЧС 2018                          |

Загалом: 4 матчі / 0 голів; national-football-teams.com [Архівовано 19 квітня 2016 у Wayback Machine.].